# Dacoderus acanthomma
Dacoderus acanthomma är en skalbaggsart som beskrevs av Blair 1918. Dacoderus acanthomma ingår i släktet Dacoderus och familjen trädbasbaggar. Inga underarter finns listade i Catalogue of Life.